# Bukit Lembah Subur
Bukit Lembah Subur is een bestuurslaag in het regentschap Pelalawan van de provincie Riau, Indonesië. Bukit Lembah Subur telt 2685 inwoners (volkstelling 2010).